# Brian Branch
Brian Branch (Fayetteville, Georgia; 22 de octubre de 2001) es un jugador profesional estadounidense de fútbol americano, se desempeña en la posición de safety en Detroit Lions, en la National Football League (NFL).

## Carrera
Hizo su debut profesional con el equipo Detroit Lions, lleva jugando una temporada, comenzó en el 2023.